# The Highest Heights
The Highest Heights är en sång av Lovebugs som representerade Schweiz i Eurovision Song Contest 2009, i Moskva, Ryssland.